# Nguyễn Trần Việt Cường
Nguyễn Trần Việt Cường (sinh ngày 27 tháng 12 năm 2000) là một cầu thủ bóng đá chuyên nghiệp người Việt Nam hiện đang thi đấu trong màu áo Becamex Bình Dương tại V-League 1 ở vị trí tiền đạo.